# 노틸

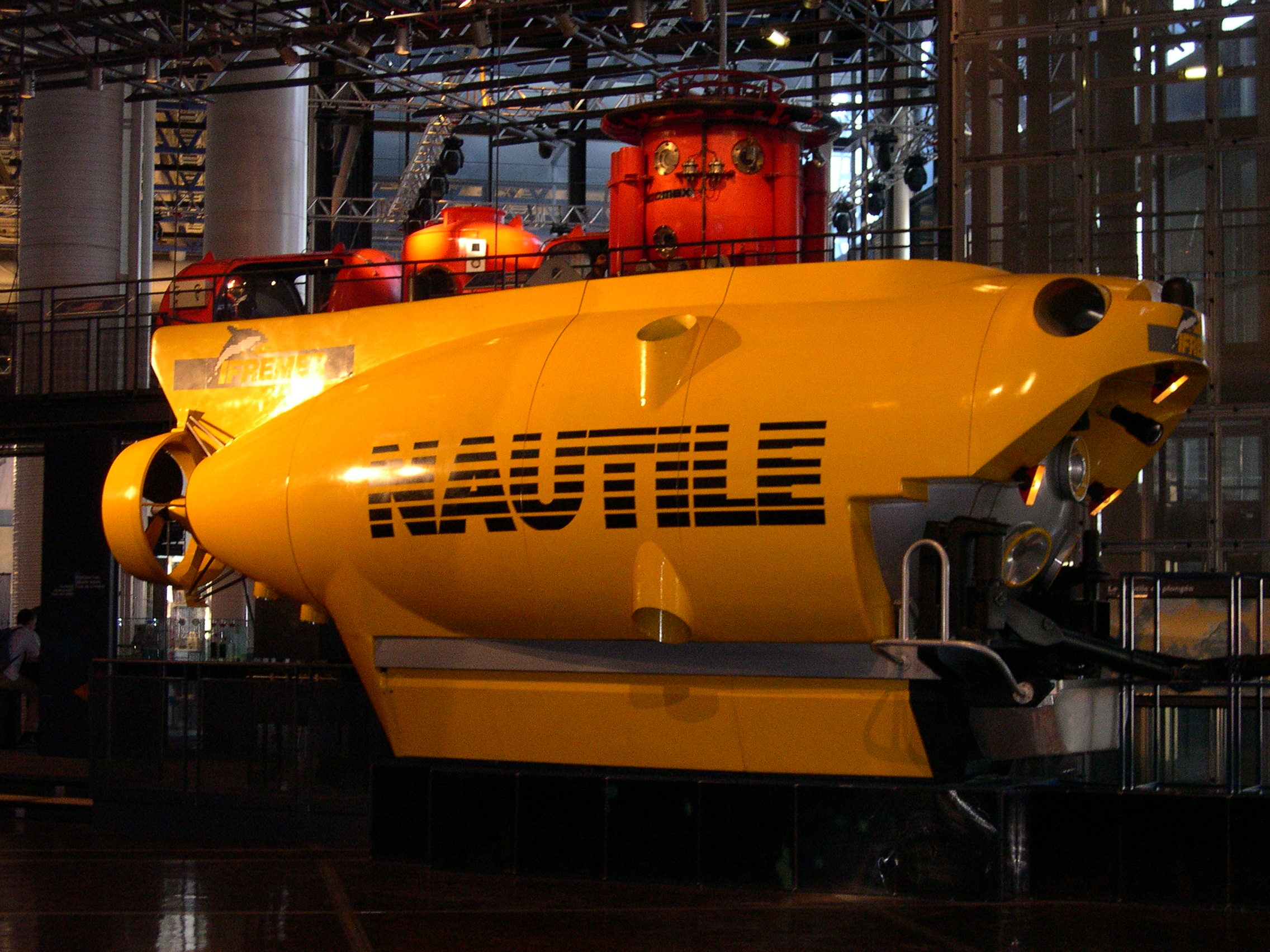
노틸호

노틸(프랑스어: Nautile) 호는 프랑스 해양 탐사 연구소 이프레메르 (Ifremer)에서 소유하고 있는 유인 잠수정이다. 1984년 취역하였으며 도달할 수 있는 최대 수심은 6,000m이다.
노틸호의 수용인원은 3인이다. 길이는 8m에 달하며, 스틸컷 카메라, 컬러 비디오 카메라 2대, 투광 조명등 여러 개를 장착하고 있다. 이와 더불어 원격 조작이 가능한 두 개의 로봇 팔이 장착되어 있다. 노틸이 수중에서 버틸 수 있는 시간은 1회당 최대 8시간이다.
모선의 경우 초기에는 RV 나디르호 (RV Nadir)를 삼고 있었으나, 오늘날에는 푸르쿠아 파? (Pourquoi Pas?)와 아탈랑트 (Atalante)호의 두 배를 모선으로 삼고 있다.
노틸호는 유명 난파선인 RMS 타이타닉호와 MV 프레스티지호의 잔해를 조사하고, 에어프랑스 447편의 블랙박스 수색 작전에서도 활용되었다.

## 같이 보기
- RMS 타이타닉
- 잠수정
- 해양학